# Leonardo ATR 72MP
Il Leonardo ATR 72MP è un aeroplano bimotore a turboelica per la lotta antisommergibile e per il pattugliamento marittimo, prodotto dall'azienda aeronautica italiana Leonardo.

## Sviluppo
Sviluppato per soddisfare le esigenze dell'Aeronautica Militare italiana di un velivolo ad interim per la sostituzione dei pattugliatori marittimi Breguet Br 1150 Atlantic, l'ATR-72MP (chiamato P – 72A in seno alla forza aerea) è basato sull'aereo turboelica da trasporto passeggeri ATR 72.

## Tecnica
Se non diversamente indicato, i dati sono tratti da "Rivista italiana difesa".

### Struttura
Il velivolo non è dotato di APU (Auxilliary Power Unit), ma fa ricorso al cosiddetto Hotel Mode: impiega cioè il motore turboelica di destra per generare energia elettrica e per alimentare l'aria condizionata. Tale sistema fa ricorso a un freno sull'elica che blocca la turbina di potenza: in tal modo la sezione ad alta pressione (compressore e turbina) muove l'alternatore che fornisce energia elettrica, mentre l'aria spillata dal compressore tra gli stadi di bassa pressione e di alta pressione viene utilizzata per alimentare l'impianto di condizionamento. 
Grazie a tale soluzione il velivolo può operare anche da piste praticamente prive di infrastrutture, altro elemento che favorisce il dispiegamento operativo. Sempre relativamente ai motori, la serie M aumenta anche la potenza disponibile in crociera, pur mantenendo comunque un ridotto consumo specifico e distinguendosi per una manutenzione piuttosto semplice e per la totale rispondenza alle più recenti normative in tema di rumorosità.
Anche se esteriormente l'ATR-72MP può sembrare molto simile all'ATR-72 civile, in realtà le modifiche strutturali che ha subito sono state molto significative. Basti pensare alla porta laterale posteriore apribile in volo, alle 2 cupole laterali a bolla (bubble windows) per l'osservazione, a tutte le aperture che sono state realizzate in fusoliera per montare radome o sensori, per non parlare dei diversi piloni (hard point) aggiunti sulla fusoliera. Riguardo ai piloni, il P-72A ha solo la predisposizione per i 4 hardpoint installati sull'ATR-72 ASW turco (che comunque sarebbe piuttosto semplice montare in un secondo tempo): il velivolo dell'AM dispone invece di un punto d'attacco supplementare (che manca sul velivolo turco) destinato al trasporto del faro da ricerca. Il searchlight, piuttosto simile al modello già installato sugli ATR-42MP della GdF, è collocato sul lato destro, poco dietro al lanciatore di chaff & flare anteriore. Tutti gli interventi strutturali sopracitati hanno richiesto comunque un attento studio ingegneristico e, ove necessario, i dovuti irrobustimenti. Pure dal punto di vista aerodinamico l'insieme di queste modifiche ha prodotto qualche lieve controindicazione. Aggiungere piloni, radome (come quello del radar ventrale o quello sul dorso del sistema di comunicazione satellitare) e soprattutto le varie carenature che alloggiano i sistemi di autoprotezione, ESM ed ELINT, ha provocato ovviamente un incremento della resistenza (drag) che ha comportato una perdita di una decina di nodi di velocità anche se tutto ciò non ha influito significativamente sulle prestazioni operative del velivolo. Quando si parla di pattugliamento marittimo viene subito in mente il problema della corrosione legato all'impiego dell'aereo in un ambiente umido e salino. Da questo punto di vista, il velivolo ha potuto sfruttare le ottime soluzioni già impiegate con successo sulla versione civile, ciò non comporta la necessità di ulteriori miglioramenti. Come per tutta la famiglia ATR a partire dalla precedente serie 500, il velivolo risulta particolarmente silenzioso, sia all'esterno (aspetto utile tanto in operazioni belliche quanto nelle missioni di sorveglianza) sia all'interno. Per quanto riguarda il rumore in cabina, la serie 600 è stata infatti migliorata notevolmente anche rispetto agli ATR-42/72-500. Il comfort offerto dai turboelica franco-italiani è ai massimi livelli per un velivolo della loro categoria; si tratta di caratteristiche non così comuni su una macchina per impiego militare. Grazie alla sua derivazione commerciale, l'ATR-72MP può infatti garantire un'ergonomia complessiva a cui gli equipaggi militari non sono così avvezzi. Il sistema di controllo ambientale, che fornisce una pressurizzazione ideale e un ottimale condizionamento in ogni fase del volo, livelli molto bassi di rumore interno, sedili ergonomici, un cucinino e una toilette di standard civili, contribuiscono a ridurre il carico e lo stress di lavoro durante le lunghe missioni di pattugliamento.

### La conversione
La conversione di un ATR-72-600 in ATR-72MP è abbastanza complessa e si svolge essenzialmente a Torino-Caselle. Lo stabilimento Leonardo di Torino Caselle riceve infatti da Tolosa (sito dedicato all'assemblaggio finale degli ATR) una cellula vergine che deve essere estesamente modificata.
Presso lo stabilimento di Caselle dal velivolo vengono rimosse tutta una serie di parti interne e impianti per apportare una serie di modifiche alla cellula (inserimento degli hardpoint, realizzazione vani sulla fusoliera per installare radar, FLIR, nuovi oblò a bolla, antenne dei sistemi ECM/ESM, lanciatori di sonoboe e di chaff & flares, giusto per fare alcuni esempi) e per poter stendere circa 400 cablaggi nuovi necessari al corretto funzionamento della sensoristica e del sistema di missione. 
Un'altra modifica importante riguarda il cono di coda. L'ATR-72A è infatti già predisposto per l'installazione del MAD (Magnetic Anomaly Detector), un apparato realizzato dalla canadese CAE, che può essere installato facilmente se si vuole dotare il velivolo di capacità antisom (ASW). Lo stesso cono di coda, dotato del medesimo MAD previsto per il ATR-72MP, è montato sull'ATR-72 ASW turco.
Complessivamente, i velivoli restano a Caselle per le attività di modifica circa 18 mesi, dove viene effettuata tutta l'attività di messa a punto del velivolo e del sistema di missione, le necessarie prove di volo. Il sito Leonardo di Torino-Caselle costituisce il baricentro delle attività sui P-72A italiani ma anche di quelle relative alle prove di volo sull'ATR-72 ASW destinato alla Marina turca.

### Interno
Il layout interno dell'ATR-72MP tradisce la sua vocazione multiruolo: non solo pattugliatore e SAR ma anche posto comando, controllo, comunicazioni e piattaforma per ELINT (Electronics Intelligence). Sull'ATR-72MP, alle spalle della cabina di pilotaggio, è stato posizionato sul lato destro (sul lato sinistro è stato mantenuto il grande portellone di carico presente anche sugli ATR civili) un rack avionico che ospita una serie di sistemi ausiliari. Proprio relativamente a questo aspetto, l'ATR-72MP è dotato di capacità di generazione elettrica e di sistemi di raffreddamento supplementari, dimensionati per soddisfare le esigenze dell'elettronica aggiuntiva e del sistema di missione. Nella parte anteriore del velivolo è collocato un tavolo tattico, noto anche come area di coordinamento, dotato di 4 posti e destinato all'attività di gestione e pianificazione (che può anche essere utilizzato come area di riposo).
La parte centrale della fusoliera è occupata, sul lato destro, dalla fila delle 4 consolle dette MOC (Multifunctional Operator Consolle) cuore del sistema di missione ATOS (Airborne Tactical Observation and Surveillance) prodotto dalla Divisione Elettronica di Leonardo,, mentre su quello sinistro sono posti gli armadi dell'elettronica. A poppa vi è una piccola area passeggeri dotata di 4 poltroncine su 2 file (8 posti totali, eventualmente convertibile in area lancio delle sonoboe al fine di dotare il velivolo di capacità ASW) e ci sono le 2 postazioni per gli osservatori dotate di oblò a bolla (bubble window). Più in coda sono invece collocati i 2 kit SAR e la slitta per lo sgancio in volo dei kit stessi. Tale procedura viene effettuata aprendo il portellone posteriore sinistro (che teoricamente potrebbe permettere il lancio di paracadutisti, ma solo teoricamente perché non è stato certificato per tale scopo). Infine, sempre in coda, sono posizionati un cucinino e la toilette, fondamentali su un velivolo destinato a compiere missioni della durata di 8-10 ore.

### Il sistema di missione
II P-72A è dotato di sistema di missione ATOS (Airborne Tactical Observation and Surveillance) realizzato dalla Divisione Elettronica di Leonardo che integra i diversi sensori di bordo e dispone di 4 consolle multifunzionali dotate di schermi da 24 pollici ad alta definizione (HD) controllate da tastiere e da pannelli di controllo touch screen, più fino a 4 computer portatili (laptop) collegati in rete (che vengono utilizzati dalle 4 postazioni del tavolo tattico). Il sistema, che permette anche una gestione unificata di tutti gli apparati di comunicazione (multi data-link, Link11, Link16, satcom Ku/Ka, ecc.), è completamente integrato con una versione opportunamente militarizzata del glass cockpit dell'ATR-72-600 che integra un display tattico dedicato per mostrare ai piloti i dati di missione.

## Sensori
Se non diversamente indicato, i dati sono tratti da "Rivista italiana difesa".
Per svolgere la sua missione il sistema ATOS fa ricorso a un complesso di sensori principali che è costituito sostanzialmente dal radar, dalla torretta elettro-ottica, dal pacchetto ESM/ELINT, dall'IFF, dall'AIS, dal direction finder e dalla suite di comunicazioni e data link.

### Radar Seaspray 7300E
L'elemento principale della suite sensoristica è rappresentato dal radar Seaspray 7300E della Divisione Elettronica di Leonardo che è collocato in un radome pressurizzato posto in posizione ventrale impiegato per la localizzazione e il tracciamento dei bersagli di superficie e aerei anche di piccole e piccolissime dimensioni (come per esempio lo snorkel di un sottomarino) o con una RCS (Radar Cross Section) ridotta. Si tratta di un sensore che opera in banda X (8-12 GHz per una lunghezza d'onda compresa tra 2,5 cm e 3,75 cm) e che è caratterizzato da un'antenna a scansione elettronica attiva (AESA, Active Electronically Scanned Array) dotata di IFF (Identification Friend or Foe) integrato. Il sensore, che è sostanzialmente la versione full capability della famiglia Seaspray 7000E (il Seaspray 7300E dell'ATR-72MP è esattamente analogo al modello in servizio sugli elicotteri britannici AW-159 Wildcat), ha capacità Track While Scan (TWS, che consente la sorveglianza sul mare) e Moving Target Indicator (MTI, che permette la sorveglianza su terra). Si tratta di un apparato che ha pure la possibilità di lavorare con l'immagine radar: ha infatti sia capacità ISAR (Inverse Synthetic Aperture Radar), sia capacità SAR (Synthetic Aperture Radar).
Nel primo caso ciò significa che può ricavare l'immagine radar di un'unità navale, classificandola in modo automatico (nell'ambito del sistema ATOS), nel secondo caso può fare la mappatura del terreno e il profilo (“l'immagine radar") di bersagli terrestri di medie dimensioni come, per esempio, edifici. Infine, il sensore ha anche la possibilità di operare nelle modalità aria-aria e meteorologica.

### Sensore elettro-ottico Star Safire 380 HD
Anteriormente al radar è installata una torretta elettro-ottica (nel mondo aeronautico spesso noto semplicemente come FLIR) da 15 pollici Star Safire 380 HD della Flir Systems: l'apparato è collocato in posizione centrale ed è dotato di diverse funzionalità. 
Essa dispone infatti di una camera termica, di una camera TV diurna a colori e di una telecamera a bassa luminosità. A questi apparati si aggiunge un telemetro laser, mentre sarebbe possibile aggiungere anche laser per l'illuminazione e la designazione degli obiettivi. Grazie a questo insieme di sensori, con la Star Safire è possibile identificare bersagli di superficie a breve e medio raggio, di giorno con ogni condizione di luce e con qualunque condimeteo oltre che di notte fornendo immagini e video digitali ad alta definizione agli operatori del sistema di missione ATOS. 
C'è da mettere in evidenza che, nel caso degli ATR-72 ASW turchi e degli ATR-42 MP della Guardia di Finanza, invece, i velivoli sono equipaggiati con torrette elettro-ottiche da 20 pollici collocate sempre ventralmente ma in una posizione laterale a causa delle loro maggiori dimensioni che non permetterebbero, data la limitata luce da terra della fusoliera, una soluzione installativa simile a quella dell'ATR-72MP.

### AIS
Il velivolo è dotato di AIS (Automatic Identification System): si tratta di un sistema simile all'IFF ma applicato al mondo della navigazione marittima. Il sistema del ATR-72MP può operare in modalità trasmittente e ricevente facendosi identificare dalle altre piattaforme dotate di AIS (che possono essere navi, velivoli o elicotteri) e identificarle a propria volta.
L'AIS di cui è dotato il velivolo può anche essere impostato in modalità covert, totalmente passiva per raccogliere informazioni da chi è disposto a fornirle (capita infatti che ci siano unità navali con l'AIS, spento, manomesso o guasto, unità che sono spesso oggetto di attenzioni del velivolo). I dati raccolti possono essere correlati dal sistema di missione con quelli forniti dal radar Seaspray 7300E per costruire una tactical picture (normalmente aeronavale) della situazione.

### ASARS DF
L'ASARS DF (Airborne Search and Rescue System Direction Finder) è un sistema progettato per le operazioni SAR e Combat SAR. Si tratta di un direction finder V/UHF che opera su 360º ed è un grado di individuare la direzione delle emittenti radio in un range che va da 30 MHz a 410 MHz. Grazie a esso è anche possibile effettuare comunicazioni vocali utilizzando i transponder di emergenza dei naufraghi. Le informazioni dell'ASARS DF sono visualizzabili sia sulle consolle del sistema di missione ATOS, sia in cabina di pilotaggio sui display principali del cockpit.

### ESM/ELINT sistema DASS
Come accennato, il velivolo dispone di un pacchetto ESM/ELINT (Electronic Support Measure/ELectronic INTelligence) che lo rende adatto a effettuare missioni di intelligence elettronica sul mare e non solo. II sistema, che può operare con ogni tempo e anche in un ambiente denso di sorgenti elettromagnetiche (e ricco pure di interferenze naturali), è denominato ELT-800 V2 e viene realizzato da Elettronica. Si tratta di un apparato che impiega un ricevitore digitale integrato e che costituisce la penultima generazione dei sistemi di questo tipo realizzati dall'azienda, ma anche quanto di più sofisticato disponibile all'epoca della concezione e della realizzazione del velivolo. 
ll sistema ha la capacità di scoprire, classificare e identificare le emittenti radar a lungo raggio e con ogni tempo. La suite ESM utilizza 6 antenne collocate a coppie lungo la fusoliera: 2 nei pressi del muso, 2 nella zona posteriore e 2 nel tronco di coda vicino all'attacco per il MAD (non installato).
La componente ELINT utilizza invece 4 ulteriori antenne collocate sui lati della fusoliera, 2 sul lato destro e 2 su quello sinistro, anteriormente in corrispondenza dei primi finestrini, mentre posteriormente sono subito dopo la bubble window. 
Le antenne garantiscono una copertura su 360º nelle bande basse e nelle bande di frequenza dalla 0 Mo alla J. Il sistema ESM con le sue 6 antenne riceventi ha un'alta probabilità di intercettare i singoli impulsi e le emissioni istantanee ed è in grado di individuare e classificare una sorgente elettromagnetica (radar) in modo molto rapido. Grazie alle 4 antenne supplementari, il sistema dispone come abbiamo visto anche di capacità ELINT, capacità che comprendono l'analisi "fine" del segnale, la sua impronta e la geolocalizzazione.
Il pacchetto ESM/ELINT è completamente integrato nell'ATOS ed è dotato di tools specifici dedicati proprio all'ELINT (tra cui, per esempio, sistemi per generare e gestire librerie). 
La suite ESM costituisce anche parte del sistema di autoprotezione del velivolo, denominata DASS (Defense Aids Sub – System) che è derivata da quella che equipaggia il velivolo da trasporto C-27J Spartan. La componente ESM ha dunque anche capacità di fare da Radar Warning Receiver e Missile Warning System, mentre il sistema è dotato anche di Laser Warning System. ll DASS comprende inoltre 6 lanciatori di chaff e flares collocati a coppie nel muso, nella zona posteriore e sul tronco di coda non lontano dalle antenne del sistema ESM. 
Proprio riguardo alla suite di autoprotezione, va detto che, in fase progettuale, è stato effettuato un lavoro di studio per integrare il DIRCM (Directional Infrared Counter Measures) di Elettronica sull'ATR-72MP. Tale apparato, però, non è stato poi acquisito. Anche senza DIRCM il velivolo è comunque dotato di un pacchetto di autoprotezione di tutto rispetto che lo rende idoneo a operare in ambienti particolarmente difficili.

### Comunicazioni integrate
L'ATR-72MP dispone di capacità di comunicazioni integrate molto evolute che lo rendono un nodo di comunicazione di primaria importanza nell'ambito di una rete networkcentrica in ambiente aeronavale. 
Oltre ai 6 apparati radio completamente integrati nel sistema ATOS, 2 radio HF per le comunicazioni a lunga distanza e 4 apparati V/UHF per le comunicazioni a distanze più ridotte (LOS, Line Of Sight) che sono anche in grado di trasmettere in modalità crypto. il velivolo dispone di capacità di comunicazioni satellitari, sia commerciali (Inmarsat) sia militari (mediante Sicral). Per quanto concerne le capacità Satcom a larga banda, uno degli elementi peculiari è rappresentato senza dubbio dal data link satellitare bi-banda. L'antenna di tale sistema è collocata in un grosso radome posto sul dorso della fusoliera, subito dietro la giunzione con l'ala. Il sistema, realizzato in Italia, consente l'impiego sia della banda Ku (per la quale il velivolo si deve appoggiare a satelliti commerciali), sia della banda Ka (impiegando il satellite militare franco-italiano Athena-Fidus). 
Grazie a tale apparato e ai diversi data link (Link 11, Link 16) il velivolo può scambiare dati di missione con altri velivoli o navi amiche e con centri di controllo a terra.

## Impiego operativo
Se non diversamente indicato, i dati sono tratti da "Rivista italiana difesa".
ll 41º Stormo dell'Aeronautica Militare basato a Sigonella (SR) impiega tutti e 4 i P-72A che l'ltalia ha deciso di acquisire come rimpiazzo dei 18 BR-1150 Atlantic utilizzati fino al 2016 per compiti di pattugliamento marittimo, SAR e ASW. Tuttavia il velivolo costituisce una soluzione ad interim in attesa di una macchina più grande e prestante: ciò spiega anche i numeri così ridotti (solo 4 macchine che prendono il posto di 18 aerei), visto che, sia l'Aeronautica sia la Marina, vorrebbero un velivolo di categoria superiore. Così come è avvenuto con gli Atlantic anche i P-72A sono in carico all'Aeronautica Militare, ma vengono operati da equipaggi misti dell'AM e della MM.
Il velivolo normalmente vola con un equipaggio di 8 persone, 2 piloti, 4 operatori alle consolle del sistema di missione ATOS (detti MSO, Mission System Operator) e 2 osservatori che stanno ai finestrini a bolla (per effettuare la ricerca a vista) e si occupano anche di aviolanciare gli equipaggiamenti di emergenza attraverso il portello apribile in volo. Degli 8 membri dell'equipaggio, 4 o 5 appartengono a personale dell'AM, mentre i restanti sono della MM, ma il numero e la composizione possono variare a seconda del profilo e della durata della missione.

### Gli altri ATR-72 da pattugliamento/antisommergibile
Se non diversamente indicato, i dati sono tratti da "Rivista italiana difesa".
Il primo cliente ad aver selezionato l'ATR-72 per compiti di pattugliamento marittimo, SAR e ASW è stato la Turchia che al momento ha un programma, denominato Meltem III, relativo a 8 velivoli, 3 macchine tipo ATR-72-600 in configurazione utility (denominati TMUA Turkish Maritime Utility Aircraft), impiegati anche per scopi addestrativi, di cui due in servizio al maggio 2019, e 6 ATR-72MP/ASW (denominati TMPA, Turkish Maritime Patrol Aircraft) di cui 2 consegnati. Come noto, lo sviluppo di questo aereo si è rivelato più complesso e più lungo del previsto per diverse ragioni. Un primo ritardo si è accumulato a causa della decisione di passare dagli ATR-72-500 al nuovo ATR-72-600 senza che il nuovo standard, che ha rappresentato un vero salto in avanti generazionale, fosse sufficientemente maturo (all'epoca si parlava ancora di omologare il glass cockpit). In più l'integrazione del sistema di missione Amascos (Airborne Maritime Situation & Control System) di Thales non è risultata per nulla semplice, così come tutt'altro che banali si sono rivelate anche le innumerevoli modifiche richieste alla cellula del velivolo per dotarlo dell'armamento e di tutti gli equipaggiamenti necessari alle operazioni antisommergibile. Per tale ragione, a metà del 2019, il primo esemplare di ATR-72MP/ASW si trovava ancora in Italia per completare le attività di certificazione e sviluppo. Gli altri 4 velivoli, invece, sono in fase di conversione, sempre partendo da cellule green in Turchia a cura della società TAI, azienda che ha sottoscritto, nell'ambito del programma Meltem III, un contratto di collaborazione con Leonardo.
L'ATR-72MP/ASW TMPA, rispetto al P-72A in carico all'Aeronautica militare italiana, dispone quindi di ulteriori capacità ASW. Tra le caratteristiche più significative del TMPA vi sono la presenza di 4 punti di attacco sotto la fusoliera in grado di portare circa 454 kg (1.000 libbre) ciascuno. Originariamente i travetti anteriori erano destinati al trasporto e allo sgancio dei siluri leggeri antisom da 324 mm (per una massa di circa 250 kg), mentre la coppia di hard point posteriori avrebbe dovuto trasportare le bombe di profondità (circa 160 kg). Mentre l'impiego dei 2 siluri in posizione anteriore (ordigni Mk-54 della statunitense Raytheon) è stato confermato, la Turchia ha deciso di rinunciare alle cariche di profondità (che operativamente hanno perso un po'la loro importanza). I 2 punti di attacco posteriori vengono mantenuti anche se non vengono certificati per alcun tipo di utilizzo: probabilmente in futuro si potrà utilizzarli per lo sgancio di mine navali o missili antinave.
Gli esemplari turchi sono stati dotati anche di un sistema di calcolo del punto di rilascio delle armi antisom oltre che delle boe sonore; per l'integrazione dei sistemi d'arma alla Raytheon è stato assegnato un contratto da 5,7 milioni di USD dalla allora Alenia Aermacchi nel luglio 2014, al fine di fornire supporto tecnico nell'arco di un periodo di 31 mesi.
Altro utente del velivolo è il Servizio Aereo della Guardia di Finanza che nell'estate del 2018, infatti, ha ufficializzato la sottoscrizione di un contratto del valore di circa 44 milioni di euro per la fornitura del primo ATR-72 MP. Tale accordo costituisce la prima parte di un più ampio programma del valore di circa 250 milioni di euro per l'acquisizione di altri velivoli ATR-72 MP con i quali sostituire i vecchi ATR-42 MP. Nell'ottobre 2019 Leonardo ha firmato con la Guardia di Finanza un contratto del valore di oltre 150 milioni di euro per la fornitura di ulteriori 3 ATR 72MP e dei relativi servizi di supporto tecnico-logistico, completando l'acquisizione di 4 velivoli, chiamati P-72B dalla Guardia di Finanza.
L'ATR-72 MP della GdF non si discosta molto dalla configurazione del velivolo dell'AM: mantiene l'area di coordinamento con tavolo tattico per 4 operatori, dispone di un sistema di missione ATOS con 3 consolle (anziché 4) ed è dotato di un'area passeggeri con 4 sedili. Il sistema di missione (tavolo tattico, consolle e altri equipaggiamenti) può essere rimosso con facilità esattamente come accade sugli ATR-42 MP. La Guardia di Finanza ha acquisito infatti i nuovi ATR-72MP come velivoli Multi Purpose, Multi Ruolo, tanto è vero che sono previsti 5 allestimenti differenti. Oltre a quello da pattugliamento, il velivolo può essere trasformato in una versione mista da pattugliamento/trasporto (che comprende il tavolo tattico a 4 posti, una consolle del sistema ATOS, 4 posti per far riposare l'equipaggio e 30 sedili per il trasporto passeggeri), una variante totalmente passeggeri (in grado di trasportare 48 persone), una versione cargo (capace di imbarcare pallet e altri carichi attraverso il portellone posto nella parte anteriore sinistra della fusoliera) e una variante MEDEVAC dotata di 12 barelle per il trasporto feriti (che in realtà, mantenendo una consolle di missione del sistema ATOS, conserva una certa capacità mista).
Diversa è la storia dei due ATR-72MPA ordinati dalla Marina Militare pakistana. Questa, nel 2015, ha stipulato un contratto con Rheinland Air Service (RAS), un'impresa di manutenzione, riparazione e revisione aeronautica basata in Germania, per convertire due ATR-72 (acquistati di seconda mano) in pattugliatori marittimi con compiti di sorveglianza marittima, ASW e anche SAR. Gli esemplari pakistani, quindi, non provengono dalla linea di conversione della Leonardo Velivoli come gli esemplari italiani e turchi, ma dalla linea di conversione della tedesca Rheinald che ha curato la conversione della cellula, mentre il sistema di missione è stato fornito dalla Aerodata AG, uno dei subappaltatori coinvolti nel programma. Questa è stata incaricata della fornitura del suo sistema di gestione delle missioni AeroMission, che funzionerà di concerto con il radar AESA Leonardo Seaspray 7300E, una suite di dispositivi elettronici di supporto elettronico ESM, una torretta elettro-ottica dotata di sistema FLIR Star Safire III e capacità antisommerginbile attraverso l'uso di siluri leggeri.
Inoltre, gli MPA ATR-72MPA sono stati anche configurati con una suite di autoprotezione che fornisce la difesa dalle munizioni a infrarossi, radar e laser, e anche di sistemi ELINT.
Ad agosto 2024, la Hukbong Himpapawid ng Pilipinas, l'aeronautica militare delle Filippine ha confermato l'acquisizione di due velivoli ATR 72-600 per svolgere un compito come Long Range Patrol Aircraft (LRPA). A tale scopo il paese ha firmato un contratto da 114 milioni di dollari con l'israeliana Elbit Systems, per equipaggiare l'aereo con, un sistema di missione, sistemi electtro-ottici, radar, sistemi di comunicazione e SIGINT. Non è stato specificato se l'equipaggiamento antisommergibile faccia parte dell'accordo, e nemmeno se in futuro possa essere aggiunta la capacità ASW alle sue missioni.

## Versioni
- ATR 72MP: Versione dell'ATR 72 per la sorveglianza (ISR) e il pattugliamento marittimo (MPA) sviluppata sulle specifiche dell'Aeronautica Militare Italiana.
- ATR 72ASW: Versione dell'ATR 72 equipaggiata per il pattugliamento marittimo (MPA) e la lotta antisommergibile sviluppata sulle specifiche della Türk Donanma Havacılığı (l'aviazione navale della marina militare turca).[18][19]
- RAS-72MP/ASW Sea Eagle: Versione da pattugliamento marittimo e ASW sviluppata dalla tedesca Rheinland Air Service per la Pakistan Naval Air Arm, dotata di sistema di missione AeroMission che funzionerà di concerto con il radar AESA Leonardo Seaspray 7300E.[14][15][16]

## Utilizzatori

### Militari
Italia
- Guardia di Finanza

4 ATR 72MP (di cui uno adibito al trasporto del personale) ordinati con consegne tra fine 2019 e il 2022. I primi due esemplari sono stati consegnati il 27 novembre 2019. A fine luglio 2022 è stato consegnato il quarto e ultimo aereo presso il sito Leonardo Velivoli di Caselle Torinese
 Filippine
- Hukbong Himpapawid ng Pilipinas

2 ATR 72-600 LRPA da pattugliamento marittimo ordinati ad agosto 2024. La conversione in pattugliatori marittimi è stata affidata alla israeliana Elbit Systems, che installera sui velivoli con un Mission Management System, sensori elettro-Ottici, Radar, sistemi di comunicazione e SIGINT.
 Italia
- Aeronautica Militare
  - 86º Centro Addestramento Equipaggi (Sigonella)
  - 88º Gruppo (Sigonella)

4 ATR 72MP (ridesignati P–72A dalla forza aerea) ordinati (3 consegnati al dicembre 2018, l'ultimo a febbraio 2021), tutti in servizio al febbraio 2021.

 Malaysia
- Royal Malaysian Air Force

2 ATR 72MP selezionati ad ottobre 2022, nell’ambito di una gara internazionale indetta nel 2020, ed ordinati a fine maggio 2023.
 Pakistan
- Pakistan Naval Air Arm

2 ATR-72 acquistati di seconda mano nel 2015 e convertiti in pattugliatori marittimi dalla Rheinland Air Service, con il primo aereo consegnato nel 2018 e il secondo nel 2019. A giugno 2020 il Consiglio federale di sicurezza della Germania ha approvato la consegna di un terzo RAS-72 Sea Eagle.
 Turchia
- Türk Deniz Kuvvetleri
  - 301 Filo (301º Gruppo) (Topel)

6 ATR 72 TMPA (Turkish Maritime Patrol Aircraft, versione da pattugliamento marittimo e lotta antisommergibile). Il primo esemplare è stato consegnato l'8 ottobre 2020. Il secondo esemplare è stato consegnato a marzo 2021, terzo e quarto il 16 dicembre dello stesso anno.